# 1st. U;Nee Code
1st. U;Nee Code es el primer álbum de la fallecida cantante U;Nee y salió a la venta el 6 de mayo de 2003.

## Recepción
El álbum fue presentado en el programa Mnet Show King junto con las canciones "Your Ambition" y el primer sencillo del álbum "가 (Go)".
Aunque no se tiene la cifra exacta de las ventas del disco, este se dio a conocer mundialmente por la canción "Go" ya que esta viene incluida en el videojuego arcade Pump It Up.

## Sencillos
1st. U;Nee Code solo tuvo un sencillo [가 (Go)] el cual es actualmente la canción más conocida de U;Nee.
No se sabe si existió la posibilidad de lanzar más singles, sin embargo, en algunas presentaciones en vivo se mostraban las canciones "Your Ambition", "Trick 2" y las dos versiones de "Go".

## Lista de canciones
| #   | Título | Duración |
| --- | --- | -------- |
| 1.  | "너의 욕망 (Your Ambition)"                                                                                            | 3:41     |
| 2.  | "가 (Go) [Miami Mix]"                                                                                                  | 3:35     |
| 3.  | "Disco Queen" | 3:31     |
| 4.  | "Sun Cruise" | 3:19     |
| 5.  | "To You" | 4:08     |
| 6.  | "Happy Together" | 3:23     |
| 7.  | "트릭1 (Trick 1)" | 3:57     |
| 8.  | "애가 (哀歌) [Sad Song]"                                                                                               | 4:19     |
| 9.  | "넌 딱 걸렸어 [Oh! Punch]" Cover de Sweetbox                                                                           | 3:16     |
| 10. | "Play" | 3:14     |
| 11. | "Adieu" | 3:25     |
| 12. | "가 (Go) [Club Mix]" Incluida en el videojuego Pump It Up, pero con una duración menor y llamada "Go [Arcade Version]" | 4:04     |
| 13. | "두번째 트릭 (Trick 2)"                                                                                                | 3:24     |